# سییا بتن
سییا بتن (انگلیسی: Cyia Batten؛ زادهٔ ۲۶ ژانویهٔ ۱۹۷۲) یک هنرپیشه، و رقصنده اهل ایالات متحده آمریکا است.
از فیلم‌ها یا برنامه‌های تلویزیونی که وی در آن نقش داشته است می‌توان به کشتار با اره‌برقی در تگزاس: سرآغاز، جنایت آمریکایی و فیلم قاتل اشاره کرد.